# Miguel Hernández Agüelo
Miguel Hernández Agüelo, més conegut com a Miguel Hache (València, 6 de juny de 1984) és un artista faller especialitzat en falles infantils. Ha estudiat Belles Arts a la Universitat Politècnica de València, la Universitat de Barcelona i la UNAM.

## Trajectòria
Miguel comença al món faller amb 14 anys, quan juntament amb altres amics es dedica a fer maquetes, falles xicotetes i col·laboracions esporàdiques fins a anar consolidant-se a poc a poc. Amb 25 anys decideix desmarcar-se de la seua estètica primigènia, més propera a l'ortodòxia fallera, i comença a experimentar estilísticament, i a utilitzar nous materials, canvi de mentalitat que atribueix al seu pas per la Facultat de Belles Arts. A partir d'este moment decideix inspirar-se en literatura o pintura de tendències amb les que la resta d'artistes fallers no sol fixar-se. De fet, en 2013 publicà un conte infantil inspirat en una de les seues falles.

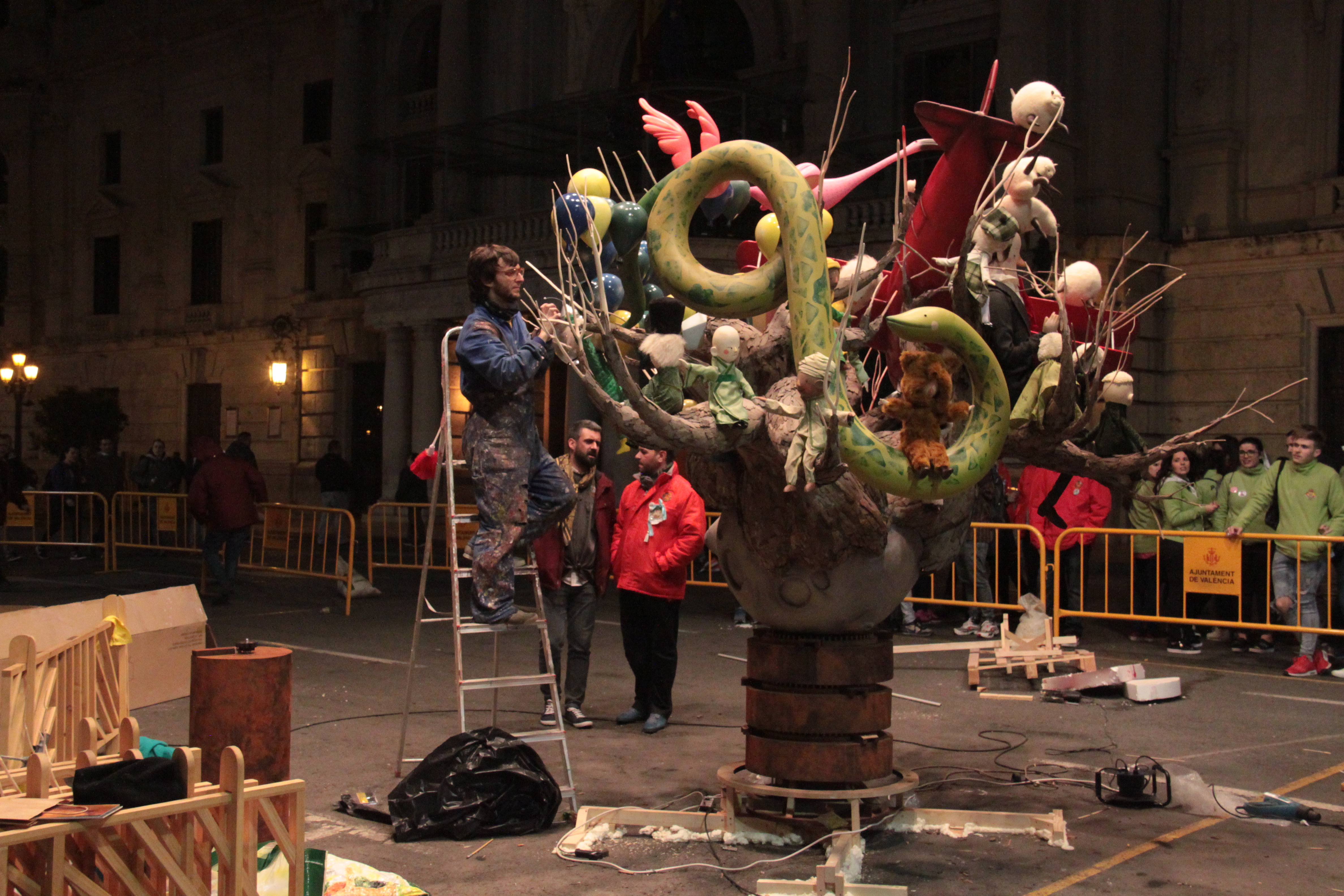
Miguel Hache plantant la Falla infantil de l'Ajuntament de València 2018

Els anys 2010 i 2011, va realitzar els seus primers cadafals com a professional, en col·laboració amb l'artista Julieta XLF, artista de graffiti del grup XLF. En 2013 planta per primera vegada en secció especial amb la Falla Malvarrosa, amb qui continuaria els anys posteriors, obtenint un quart premi en 2015. En 2016 i 2017 continua amb la mateixa comissió, però te menys sort amb el jurat, obtenint dos cinquens premis. Per altra banda, el Cercle de Belles Arts va atorgar-li el reconeixement com a millor falla intantil plantada l'any 2016 i va induntar-li un ninot.
El 2018 planta la infantil de la Falla de l'Ajuntament, amb un cadafal dedicat al Xicotet Príncep, llibre de Saint-Exupéry. Al mateix any també planta "Tempus fugit" per la Falla infantil de la comissió Malvarrosa-A.Ponz-Cavite.
Amb motiu de la Falla infantil municipal de València 2018 el Cercle de Belles Arts dedica una exposició a l'artista i a la seua obra en una mostra que també inclou part ninots i creacions d'anys anteriors.
En 2019 l'artista planta la Falla infantil de Na Jordana amb el lema "Fils" amb la col·laboració de Reyes Pé en l'abillat dels ninots. Al mateix any debuta en el disseny i realització de Falles grans junt al taller de Manolo Martín jr. plantant els cadafals de la comissió Mossén Sorell-Corona.
L'obra de Miguel Hache "Aquí vivía yo" va estar seleccionada i guardonada als Premis d'Art Públic de la Biennal de Mislata Miquel Navarro.

## Galeria

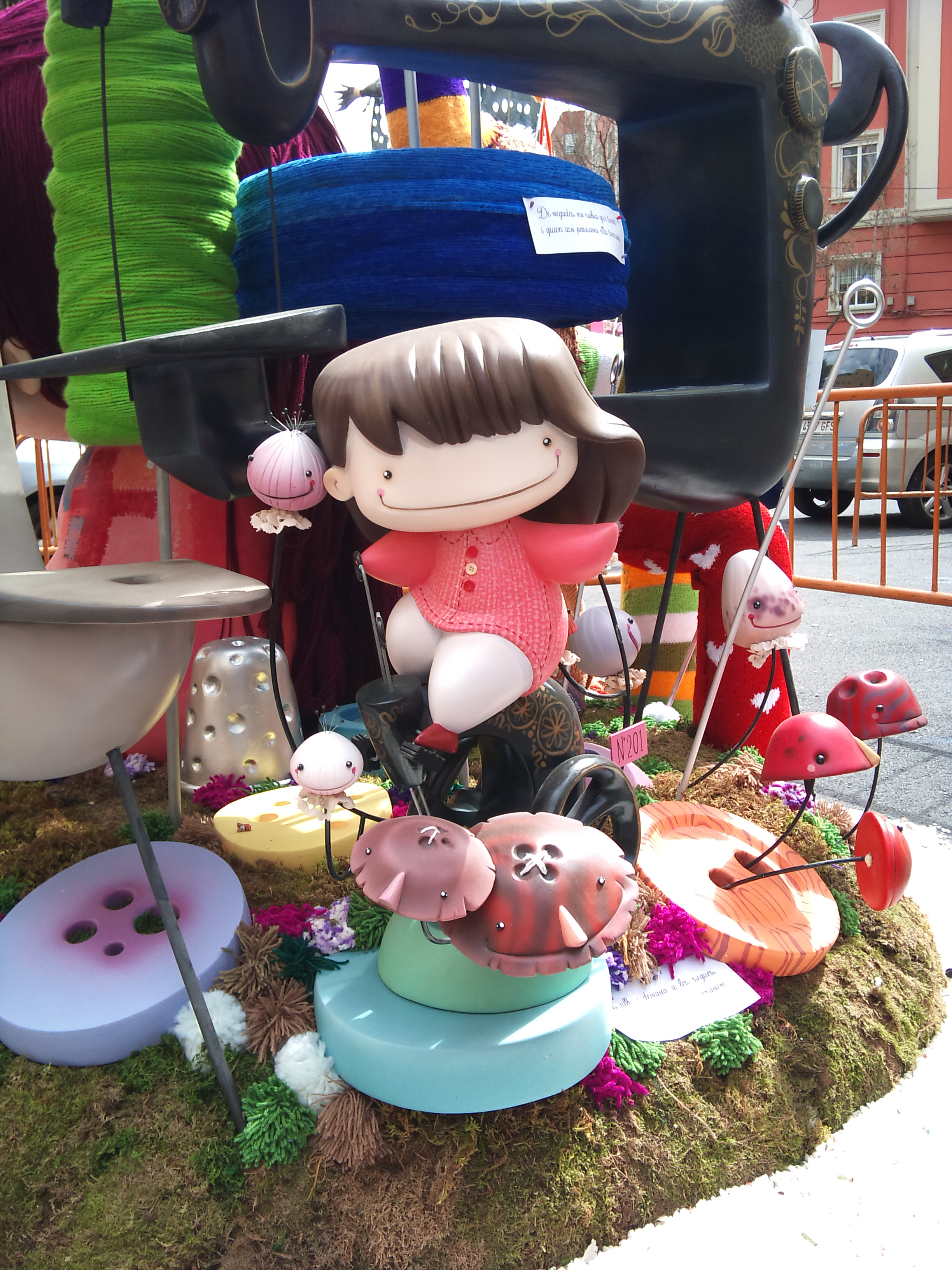
Falla de 2012.
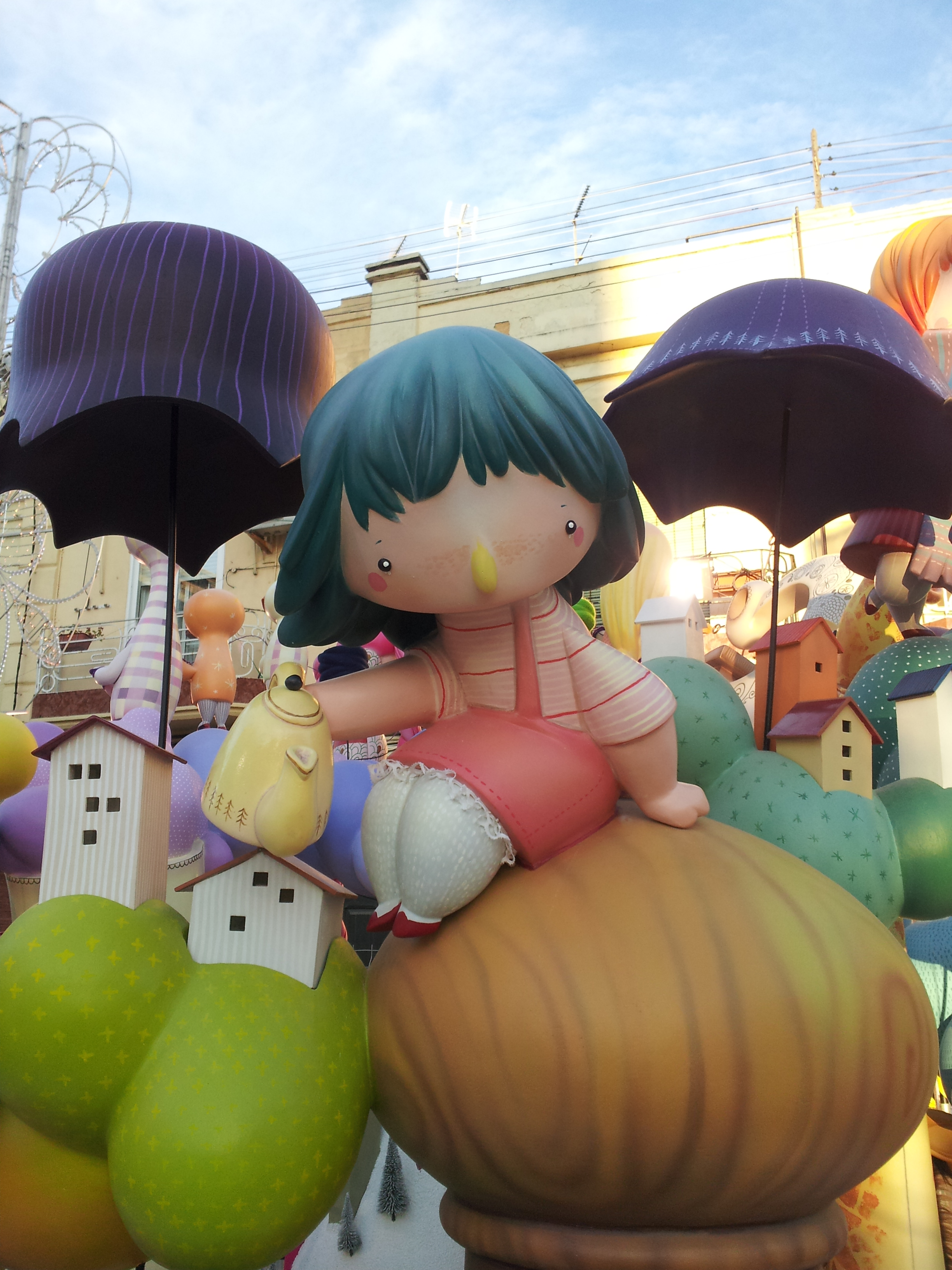
2013.
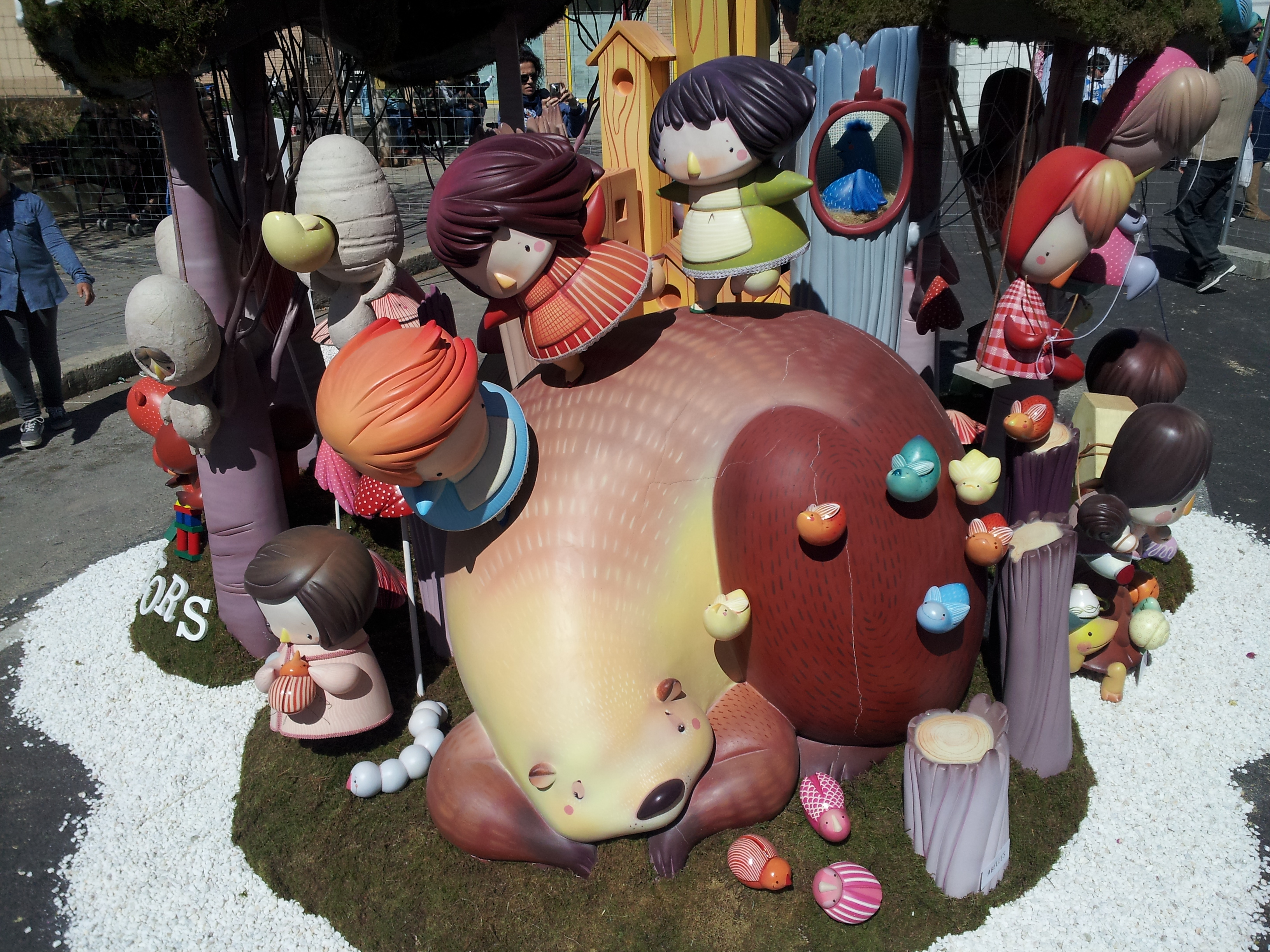
2014.
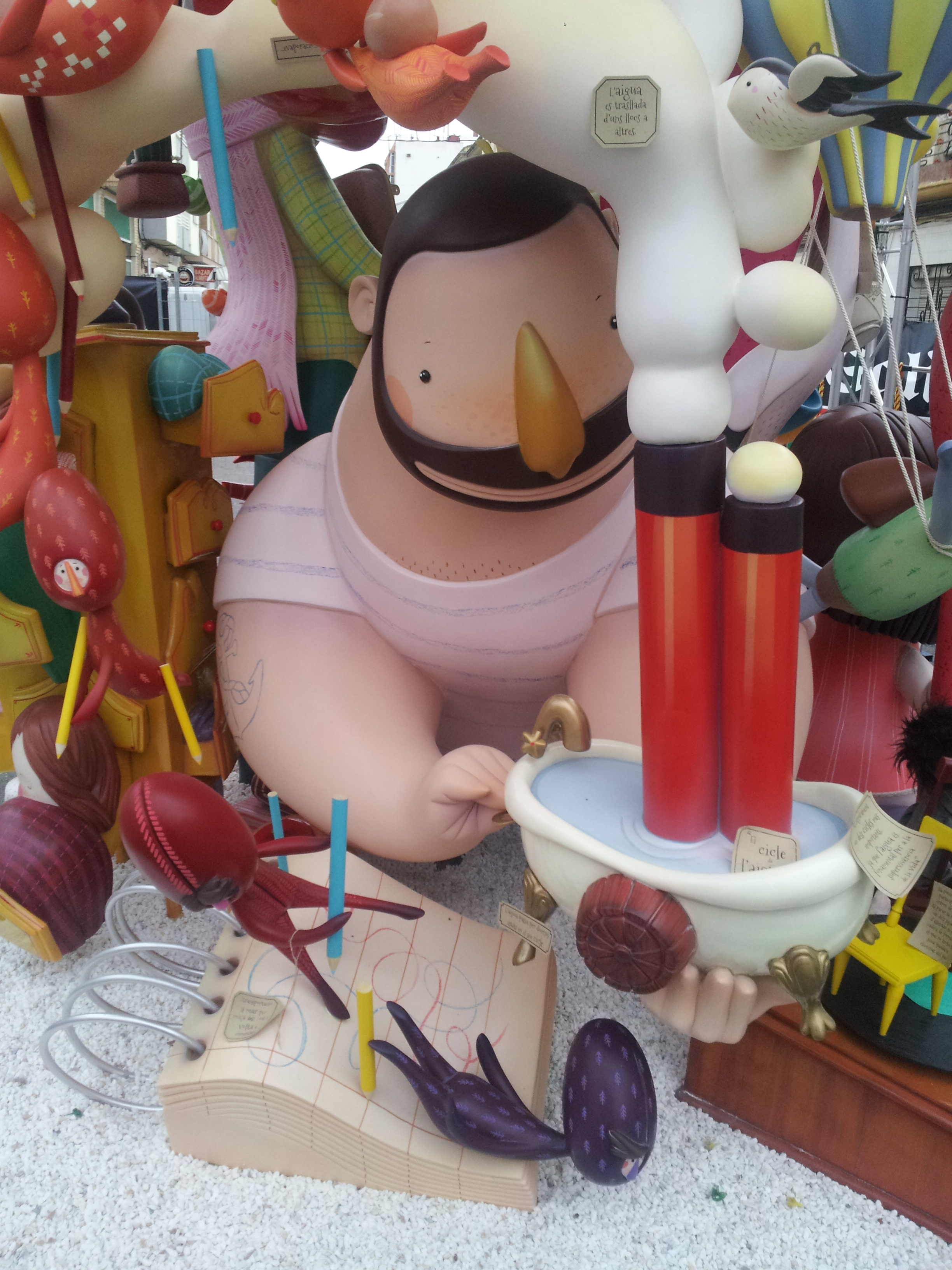
2015.
- 2016.
- 2017.
- Entrevista a La represa (desembre de 2016).